# Herman Steiner
Herman Steiner (Dunaszerdahely, 1905. április 15. –  Los Angeles, 1955. november 25.) magyar származású amerikai sakkozó, szakíró. Többszörös amerikai bajnok, amerikai válogatott nemzetközi mester. A romantikus iskola követője, akinek életműve nem csak a játékosként, hanem a sakk népszerűsítésében is jelentős.
2010-ben beválasztották a World Chess Hall of Fame (Sakkhírességek Csarnoka) tagjai közé.

## Élete
1905-ben született az akkor még a Osztrák–Magyar Monarchia területén fekvő Dunaszerdahelyen, zsidó család sarjaként. Szüleivel 1921-ben New Yorkba emigrált, ahol hamarosan nyilvánvalóvá vált tehetsége a sakkban. 1925-től már komoly versenyeken is részt vett, 1928-ban pedig beválasztották a Hágában megrendezett második sakkolimpián szereplő amerikai válogatottba is. 1932-ben lakhelyet váltott, Los Angelesbe költözött. Az itt rejlő lehetőségeket leleményesen kiaknázta, és 1933 januárjában megalapította a gyorsan híressé váló International Chess Club-ot. 1955. november 25-én, a kaliforniai bajnokságon egyik, 62 lépés után döntetlennel végződő összecsapása után rosszul lett. Este fél tíz körül, mialatt orvosi vizsgálatot végeztek rajta, szívkoszorúér-elzáródásban meghalt. Csak 50 éves volt.
Steiner humoros, karizmatikus egyéniség volt, akinek a játékát ötletesség, harciasság és nem utolsósorban az intuitív megoldások jellemezték. A romantikus iskola utolsó képviselői közé tartozott, nem előre kigondolt lépések és stratégiák szerint játszott le egy-egy mérkőzést, hanem a spontán és kreatív megoldásokra támaszkodott, az esetleges elhúzódó játszmák ellenére is. Játékstílusa még az új, matematikával feldúsított módszerek korában is bizonyította erejét, hiszen még 1952-ben is képes volt 50%-os teljesítményt nyújtani orosz nagymesterek ellen egy svédországi versenyen.
Lelkes tanárként nem csak a fiatal tehetségek felkarolásán fáradozott, hanem a pezsgő hollywoodi élet zugaiba is beférkőzött. Olyan hírességeket tudhatott barátai között, mint korának egyik legtündöklőbb színészcsillaga, Humphrey Bogart, a színésznő Lauren Bacall vagy éppen az Oscar-díjas rendező, Billy Wilder. Sakk-klubját számos híres színész is látogatta. Egy anekdota szerint Bogart 1946-ban elvesztett egy meccset, s vele együtt 100 dollárt Mike Romanoff étterem-tulajdonos ellen. Aznap este Bogart hazament, majd felhívta Romanoffot, hogy meggyőzze, játsszanak még egy meccset telefonon keresztül, ismét 100 dollárban. Romanoff beleegyezett, majd kikapott 20 lépésben. Herman Steiner ott ült Bogart mellett, és a színész lépései valójában Steiner lépései voltak. Ennek a híres barátságnak köszönhetjük a Casablanca című film híres sakkjelenetét is!
Steiner Kaliforniában családot is alapított. Felesége, Selma koncertzongorista volt, és született két fiuk is, Eugen és Armin. A mester lelkes zenerajongó volt, gyakran rögzített élő cigányzenét a saját házában. A zene iránti szeretet Armin fiára is átragadt, akiből később Hollywood-szerte legendás hegedűs és hangtechnikus lett.

## Sakkpályafutása
Első nagyobb tornáját Wiesbadenben nyerte 1933-ban. 1929-ben kiélezett versenyben, „szétlövés“ után New York állam bajnoka lett Jacob Bernstein előtt. Több alkalommal is részt vett a sakkolimpián az amerikai válogatott tagjaként, és 1931-ben meg is nyerte azt csapatával. Legfontosabb győzelmeit talán az amerikai bajnokságokon aratta. 1948-ban, a hetedik USA-sakkbajnokság 20 mestere közül ő bizonyult a legjobbnak, ezzel elnyerve az amerikai bajnok címet. Két alkalommal, 1942-ben és 1946-ban a hasonlóan fontos nyílt bajnokságot (US Open) is megnyerte.
Az amerikai válogatott tagjaként 1945 szeptemberében részt vett a Szovjetunió csapata ellen vívott, rádión keresztül bonyolított összecsapáson, ahol a hatodik asztalon, Igor Bondarevszkij ellen sakkozó Steiner volt az egyetlen az amerikai csapatban, aki le tudta győzni ellenfelét. Ennek ellenére a szovjetek elsöprő győzelmet arattak.
1950-ben a Nemzetközi Sakkszövetség (FIDE) létrehozta a nemzetközi mester címet, ami egy egész életen át érvényben maradó titulus, amit Steiner azonnal meg is kapott. Az ötvenes években leginkább Kalifornián belül játszott, és gyakorlatilag minden játszmájában tarolt. Ezt támasztja alá utolsó nagy győzelme is, amely az 1954-es kaliforniai bajnoki cím volt.

## Jelentősége
Steiner a játék mellett a Los Angeles Times sakkrovatának vezetője, valamint oktató is volt. Lelkes tanárként nem csak a fiatal tehetségek felkarolásán fáradozott, hanem a pezsgő hollywoodi élet zugaiba is beférkőzött. A sok hírességet a már említett Hollywood Chess Club segített összefogni. A klub tagjai közül kiemelkedik Mitzi Mayfair színésznő, aki ugyan csak férje unszolására vett pár sakkleckét Herman Steinertől, de olyannyira sikerült belemélyednie a játékba, hogy kiváló eredményeket ért el női versenyeken, egy játékát pedig még a rangos Chess Review is publikálta. A mester váratlan halála után a klub a tisztelet jeleként felvette a nevét, és ma is működik.
A sakk népszerűsítésére tett kísérletei közé tartoznak szimultán sakk mérkőzései. 1933. január 7-én  78 táblán mintegy 300 ember ellen játszott egyszerre, 8,5 órán keresztül. A megnyert játszmák száma 69, csupán 3 döntetlen és 6 vereség mellett. 1941-ben 100 táblán 400 játékos ellen játszott, a mérleg 83 győztes játszma, 11 döntetlen és 6 vereség volt. Ez a rendezvény egyben jótékonysági célokat is szolgált, a befolyó pénzösszeget a brit ellenállást támogató British War Relief Fund számára ajánlotta fel.
Egész különleges esemény volt a kor legnagyobb játékosa, José Raúl Capablanca elleni 1933. április 11-i élő sakkfigurákkal játszott, előre megrendezett sakkjátszmája. Capablanca, aki maga „rendezte“ a színjátékot, 25 lépésben adott mattot Steinernek, a bíró szerepét Cecil B. De Mille filmrendező töltötte be.
A híres 1945-ös Pánamerikai Nemzetközi Körverseny Steiner szervezői erőfeszítéseinek csúcsát jelentette. Az amerikai és dél-amerikai mestereket felvonultató versenyt számos sztár is figyelemmel kísérte, köztük Charlie Chaplin, Humphrey Bogart és Linda Darnell. Megrendeztek egy élő sakk versenyt is – a fehér bábukat stílusosan Earl Carroll színházának lányai, míg a feketéket latin-amerikai szépségek alkották. Az augusztus 12-én lezárult verseny az akkori Hollywood és a kaliforniai sakkvilág izgalmas és színes mementójaként vonult be a történelembe.